# Гала (съпруга на Никомах Флавиан Младши)
Вижте пояснителната страница за други личности с името Гала.
Гала (на латински: Galla) е знатна благородничка от Древен Рим.

## Биография
Произлиза от една от най-богатите и от две генерации прочутата западноримска сенаторска фамилия Аврелии – Симахи. Фамилията Симахи е имала три градски къщи в Рим и една в Капуа, също така 15 извънградски вили в Италия, от които три в Рим. Дъщеря е на Рустициана и прочутия оратор Квинт Аврелий Симах (консул през 391 г.). Сестра е на Квинт Фабий Мемий Симах (претор през 401 г.).
Омъжва се през 393 г. за граматика Никомах Флавиан Младши (floruit 382 – 432), син на историка Вирий Никомах Флавиан (консул на Запада 394 г.). Бащите им са приятели. За сватбата им се произвеждат Диптих (таблички) Nicomachorum-Symmachorum. Като представител на Никомахите съпругът ѝ е патрон на Неапол.
Флавиан Младши служи при Валентиниан II (371 – 392), Теодосий I (379 – 395), Хонорий I (393 – 423) и Валентиниан III (425 – 455). Първата му служба е consularis Campaniae, което е управител на регион Кампания. През 408 г. той е praefectus urbi на Рим. През 431 – 432 г. е преториански префект на Италия, Илирия и Африка.

## Деца
Майка е на видния сенатор Апий Никомах Декстер (praefectus urbi на Рим 432 г.).